# Азизов, Эмин
Эмин Азизов (азерб. Emin Əzizov, род. 1983, Баку) — азербайджанский борец вольного стиля, двукратный чемпион Азербайджана, обладатель Кубка Азербайджана 2009 года, бывший член национальной сборной Азербайджана, бронзовый призёр чемпионата Европы 2008 года в Тампере, участник летних Олимпийских игр 2008 года в Пекине. Четырёхкратный чемпион Азербайджана (2007, 2008, 2011, 2012).